# 1949年の日本競馬
1949年の日本競馬（1949ねんのにほんけいば）では、1949年（昭和24年）の日本競馬界についてまとめる。
馬齢は旧表記で統一する。
1948年の日本競馬 - 1949年の日本競馬 - 1950年の日本競馬

## できごと

### 1月 - 3月
- 2月2日 - 各競馬事務所に国営競馬協議会が設けられる[1]。
- 3月12日 - 新宿場外発売所が開設される[1]。

### 4月 - 6月
- 4月1日 - 関東地方競馬組合が設立される[2]。
- 5月31日 - 農林省設置法が公布される。国営競馬は暫定的なもので、施行から1年以内に改廃の措置を取らねばならないと規定されていたが、政府は当分の間国営競馬を維持する方針を決め、競馬部は正式に農林省の一機関として編入された[2]。
- 6月5日
  - 愛知県の名古屋競馬場が開設される[2]。
  - 第16回東京優駿（ダービー）でタチカゼが優勝、単勝55,430円とダービー史上最高配当を叩きだし、当時の流行歌手ディアナ・ダービンに因んで「ダイ穴ダービー」と呼ばれた[3]。
- 6月 - 競馬部に裁定課が設けられる[2]。

### 7月 - 9月
- 9月6日 - 福島競馬場の開催が再開され、この日開場式が行われる。再開第1回競馬は17日から25日まで行われ、2日目に連勝34,400円の大穴を出してファンを驚かせた[4]。
- 9月18日 - 広島県の福山競馬場が開設される[2]。
- 9月24日 - 省令第95号で国営競馬実施規則が改正され、中央・地方競馬場間で出走馬の交流が一部可能となった[2]。
- 9月28日 - 兵庫県の姫路競馬場が開設される[2]。

### 10月 - 12月
- 11月15日 - 新阪神競馬場が竣工。12月3日に開場式が行われた[2]。
- 12月3日 - 第1回朝日杯3歳ステークスが行われる。第1回の優勝馬はアヅマホマレ、優勝騎手は八木沢勝美[3]。
- 12月17日 - 法律第275号により地方競馬関係の法改正が行われる。これにより横浜市・名古屋市・大阪市・神戸市の4市が都道府県と同様に4回6日、計24日の競馬を開催できることになった[3]。
- 12月25日 - 第1回読売楯争奪アラブ東西対抗競走が行われる。第1回の優勝馬はタマツバキ、優勝騎手は土門健司。

### その他
- 秋頃 - 山口シネマが決勝写真用のフォトチャートカメラの開発に取り組む。このカメラは翌年の中山・京都開催で使用された[5]。
- 熊本県山鹿競馬場が開設される[3]。
- 茨城県取手競馬場、東京都八王子競馬場、兵庫県淡路競馬場、広島県五日市競馬場、山口県柳井競馬場が廃止される[3]。

## 競走成績

### 公認競馬の主な競走
- 第19回天皇賞（春）（京都競馬場・4月29日） 優勝：ミハルオー（騎手：土門健司）
- 第9回桜花賞（京都競馬場・5月1日）優勝：ヤシマドオター（騎手：八木沢勝美）
- 第9回皐月賞（中山競馬場・5月3日）優勝：トサミドリ（騎手：浅野武志）
- 第16回優駿競走（日本ダービー）（東京競馬場・6月5日) 優勝：タチカゼ（騎手：近藤武夫）
- 第21回天皇賞（秋）（東京競馬場・11月3日） 優勝：ニユーフオード（騎手：保田隆芳）
- 第10回菊花賞（京都競馬場・11月3日） 優勝：トサミドリ（騎手：浅野武志）
- 第10回優駿牝馬（オークス）（東京競馬場・11月13日) 優勝：キングナイト（騎手：高橋英夫）

### 障害競走
- 第23回中山大障害（春）（中山競馬場・5月1日）優勝 : カミカゼ（騎手 : 高松三太）
- 第24回中山大障害（秋）（中山競馬場・12月4日）優勝： ブランドライト（騎手：坂内光雄）

## 誕生
この年に生まれた競走馬は1952年のクラシック世代となる。

### 競走馬
- 4月5日 - ガーサント
- 4月13日 - クインナルビー
- 4月19日 - レダ
- 5月3日 - スウヰイスー
- 5月18日 - クリノハナ
- 5月27日 - セントオー
- 6月3日 - タカハタ
- 不明 - ハクオー、ゲイタイム

### 人物
- 2月28日 - 沖芳夫 調教師（JRA）
- 3月7日 - 作田誠二 騎手、調教師（JRA）
- 3月26日 - 嶋田潤 騎手、調教師（JRA）
- 5月2日 - 柴崎勇 騎手、調教師（JRA）
- 6月30日 - 山内研二 騎手、調教師（JRA）
- 8月23日 - 田村正光 騎手（JRA）